# Skålleruds landskommun
Skålleruds landskommun var en tidigare kommun i dåvarande Älvsborgs län.

## Administrativ historik
När 1862 års kommunalförordningar började gälla inrättades över hela landet cirka 2 400 landskommuner, de flesta bestående av en socken. Därutöver fanns 89 städer och 8 köpingar, som då blev egna kommuner. Denna kommun bildades då i Skålleruds socken i Nordals härad i Dalsland.
Skållerud påverkades inte av kommunreformen 1952 utan kvarstod som egen kommun till 1969, då området gick upp i Melleruds köping. Området ingår sedan 1971 i Melleruds kommun.

### Kyrklig tillhörighet
I kyrkligt hänseende tillhörde kommunen Skålleruds församling.

## Geografi
Skålleruds landskommun omfattade den 1 januari 1952 en areal av 71,34 km², varav 52,13 km² land.

### Tätorter i kommunen 1960
| Tätort    | Folkmängd |
| --------- | --------- |
| Åsensbruk | 738       |
| Håverud   | 398       |
| Bränna    | 277       |

Tätortsgraden i kommunen var den 1 november 1960 58,5 procent.

## Politik

### Mandatfördelning i valen 1938-1966
| 1 | 16 | 4 | 2 |

| 23 |

| 17 | 4 | 2 |

| 23 |

| 15 | 6 | 2 |

| 21 |

| 14 | 4 | 5 |

| 20 |

| 16 | 4 | 3 |

| 21 |

| 14 | 5 | 4 |

| 22 |

| 15 | 3 | 5 |

| 20 |

| 14 | 4 | 2 | 1 | 2 |

| 20 |